# Арнетт (Оклахома)
Арнетт (англ. Arnett) — город в США, административный центр округа Эллис, штат Оклахома. Население — 495 человек (2020).

## География
Арнетт расположен по координатам 36°08′06″ с. ш. 99°46′16″ з. д. (36.135082, -99.771191). Согласно Бюро переписи населения США, город имеет площадь 1,11 км².

## Демография
| Год переписи                          | Нас. |  | %±     |
| ------------------------------------- | ---- |  | ------ |
| 1910                                  | 511  |  | —      |
| 1920                                  | 404  |  | −20,9% |
| 1930                                  | 426  |  | 5,4%   |
| 1940                                  | 529  |  | 24,2%  |
| 1950                                  | 690  |  | 30,4%  |
| 1960                                  | 547  |  | −20,7% |
| 1970                                  | 711  |  | 30%    |
| 1980                                  | 714  |  | 0,4%   |
| 1990                                  | 547  |  | −23,4% |
| 2000                                  | 520  |  | −4,9%  |
| 2010                                  | 524  |  | 0,8%   |
| 2020                                  | 495  |  | −5,5%  |
| 1910–2020 Десятилетняя перепись в США |      |  |        |

Согласно переписи 2010 года, в городе проживало 524 человека в 234 домохозяйствах в составе 138 семей. Плотность населения составляла 472 человека/км². Было 300 квартир (270/км²).
Расовый состав населения:
| - 97,1% — белых - 0,2% — коренных американцев - 0,2% — черных или афроамериканцев |

К двум или более расам принадлежало 1,7%. Доля испаноязычных составила 5,3% всего населения.
По возрастному диапазону население распределялось следующим образом: 26,9% — лица младше 18 лет, 52,9% — лица в возрасте 18-64 лет, 20,2% — лица в возрасте 65 лет и старше. Медиана возраста жителя составила 40,2 лет. На 100 человек женского пола в городе приходилось 89,2 мужчины; на 100 женщин в возрасте от 18 лет и старше — 90,5 мужчин также старше 18 лет.
Средний доход на одно домохозяйство составил 59 749 долларов США (медиана — 42 500), а средний доход на одну семью — 80 190 долларов (медиана — 64 464). За чертой бедности находилось 14,5% человек, в том числе 11,4% детей в возрасте до 18 лет и 22,3% лиц в возрасте 65 лет и старше.
Гражданское трудоустроенное население составляло 235 человек. Основные области занятости: образование, здравоохранение и социальная помощь — 28,5%, сельское хозяйство, лесничество, рыбалка — 24,3%, публичная администрация — 12,8%, транспорт — 8,1%.